# Fordoche
Fordoche é uma cidade  localizada no estado americano de Luisiana, na Paróquia de Pointe Coupee.

## Demografia
Segundo o censo americano de 2000, a sua população era de 933 habitantes.
Em 2006, foi estimada uma população de 960, um aumento de 27 (2.9%).

## Geografia
De acordo com o United States Census Bureau tem uma área de
6,3 km², dos quais 6,3 km² cobertos por terra e 0,0 km² cobertos por água. Fordoche localiza-se a aproximadamente 8 m acima do nível do mar.

## Localidades na vizinhança
O diagrama seguinte representa as localidades num raio de 20 km ao redor de Fordoche.